# Diest
Diest là một thành phố và đô thị tọa lạc ở tỉnh Vlaams-Brabant.
Situated in the đông bắc tỉnh Hageland, Diest phí bắc giáo tỉnh Antwerpen và phía đông giáp Limburg. Đô thị này bao gồm thành phố Diest và các thị xã Deurne, Kaggevinne, Molenstede, Schaffen en Webbekom. Tại thời điểm ngày 1 tháng 1 năm 2006, Diest có tổng dân số 22.845 người. Tổng diện tích là 58,20 km² với mật độ dân số là 393 người trên mỗi km².